# المتهم (فلم)
المتهم (بالإنجليزية: The Accused) هو فيلم دراما تم إنتاجه في الولايات المتحدة وصدر في سنة 1988.

## بطولة
- جودي فوستر

### ترشيحات وجوائز
| السنة | الحدث | الفئة             | النتيجة  |
| ----- | ----- | ----------------- | -------- |
|       |       | أوسكار أحسن ممثلة | فـــــوز |

## الميزانية والإيرادات
بلغت تكلفة إنتاج الفيلم حوالي 6 ملايين دولار بينما حقق أرباحا تقدر بـ 32,078,318 (A) دولار.

## وصلات خارجية
- المتهم على موقع IMDb (الإنجليزية)
- المتهم على موقع ميتاكريتيك (الإنجليزية)
- المتهم على موقع الموسوعة البريطانية (الإنجليزية)
- المتهم على موقع روتن توميتوز (الإنجليزية)
- المتهم على موقع نتفليكس (الإنجليزية)
- المتهم على موقع قاعدة بيانات الأفلام العربية
- المتهم على موقع ألو سيني (الفرنسية)
- المتهم على موقع Turner Classic Movies (الإنجليزية)
- المتهم على موقع أول موفي (الإنجليزية)
- المتهم على موقع بوكس أوفيس موجو (الإنجليزية)

1. ↑  وصلة مرجع: https://www.oscars.org/oscars/ceremonies/1989.
2. ↑  المتهم (فلم) في قاعدة بيانات الأفلام العربية
3. ↑  "معلومات عن المتهم (فيلم) على موقع filmaffinity.com". filmaffinity.com. مؤرشف من الأصل في 2019-05-21.
4. ↑  "معلومات عن المتهم (فيلم) على موقع ssl.ofdb.de". ssl.ofdb.de. مؤرشف من الأصل في 2020-08-28.